# Libéma Open 2023
Libéma Open 2023 — тенісний турнір, що проходив на трав'яних кортах у місті Гертогенбос, Нідерланди з 12 до 18 червня. Належав до категорії ATP 250, був турніром серії Rosmalen Grass Court Championships 2023 року.

## Фінальна частина

### Чоловіки, одиночний розряд
Таллон Ґрікспор —  Джордан Томпсон 6–7(4–7), 7–6(7–3), 6–3

### Жінки, одиночний розряд
Катерина Олександрова —   Вероніка Кудерметова 4–6, 6–4, 7–6(7–3)

### Чоловіки, парний розряд
Веслі Колгоф /  Ніл Скупскі —  Ґонсало Ескобар /  Олександр Недовєсов 7–6(7–1), 6–2

### Жінки, парний розряд
Сюко Аояма /  Ена Сібахара —  Вікторія Грунчакова /  Тереза Мігалікова 6–3, 6–3